# 기영도
기영도(1946년 6월 15일 ~ )는 대한민국의 성우이다. 1965년 연극배우로 활동하다가  1976년 EBS 1기 공채 성우로 데뷔하였다. 1966년 KBS 8기 박영남과 비슷한 연배인 비해 31세(한국나이 30세)라는 나이에 늦게 성우를 시작했다. 

## 주요 출연작품

### 애니메이션
- 겁쟁이 강아지 커리지 (카툰네트워크 코리아) - 유스테스
- 곰돌이와 비키의 모험 (EBS) - 럼
- 꼬마거북 프랭클린 (EBS) - 부엉이 아저씨
- 둘리의 배낭여행 (EBS) - 고길동
- 래피치와 요술장화 (EBS) - 멜키오 할아버지
- 매기와 환상의 나라로 (EBS) - 해밀턴
- 멋지다 코니 (재능TV)
- 명탐정 코난 (투니버스) - 이학선
- 몬스터 (투니버스) - 남자
- 신밧드의 모험 (EBS)
- 못말리는 비버형제 (재능TV)
- 별난 가족 힐 (EBS) - 코튼 힐
- 샐러리맨 딜버트 (EBS)
- 세계명작동화 (EBS) - '보물섬'편 라이브시 박사 / '노아의 방주'편
- 소피는 말썽꾸러기 (EBS) - 선장
- 슈퍼와이 (EBS) - 럼펄스틸스킨
- 아기비버의 옛날 이야기 (EBS) - 아기비버
- 아빠비버의 옛날 이야기 (EBS) - 아빠비버
- 엘리의 야생탐험 (EBS) - 외할아버지
- 오예! 카툰 (재능TV)
- 올란도 영웅전 (EBS) - 사무엘
- 요괴인간 타요마 (투니버스) - 응애 할아버지
- 요술공주 세리 (EBS)
- 우당탕탕 로코와 친구들 (재능TV)
- 원피스 (투니버스) - 국왕 / 재판장
- 유령성의 오싹오싹 이야기 (EBS) - 교수
- 으악! 리얼 몬스터 (재능TV)
- 은혼 (투니버스) - 노인
- 이누크 (EBS) - 타이아라
- 자크 쿠스토의 해양 탐사대 (EBS) - 윌로스
- 캣독 (재능TV)
- 코알라 탐정 아치볼드 (EBS) - 에디슨
- 토리코 (카툰네트워크) - 파포
- 플랜더스의 개 (EBS) - 노엘
- 돈드라큐라 (VIDEO) - 돈드라큐라

### 애니메이션 영화
- 메밀꽃, 운수 좋은 날, 그리고 봄봄 - 메밀꽃 필 무렵 / 허 생원
- 토리코 극장판 : 출발! 구르메 어드벤처 (카툰네트워크) - 촌장
- 카 1/2/3 - 메이터
- 라따뚜이 - 스키너
- 극장판 요괴워치: 섀도우 사이드 도깨비 왕의 부활 - 우라, 응애 할아버지
- 극장판 짱구는 못말려: 아뵤! 쿵후보이즈 ~라면 대란~ - 사부
- 쿵푸팬더 1/2/3/4 - 핑

### 영화
- 라이온 킹 - 라피키 (존 카니)
- 무파사: 라이온 킹 - 라피키 (존 카니)
- 시끌벅적 마을의 아이들 - 여름 그리고 가을 (EBS) - 할아버지
- 시끌벅적 마을의 아이들 - 겨울 그리고 봄 (EBS) - 할아버지

### 방송
- 라디오 소설(봄봄) (EBS FM) - 장인(봉필)
- 음악천재 (방송대학TV)

### 게임
- 도타2 - 빛의 수호자
- 레인보우 식스 - 조형진

### 해설
- 마당 깊은 집 (MBC)

## 기타
- 아기공룡 둘리 성우 중에서 초기 고길동 성우 이재명이랑 초기 둘리 성우 박영남과 동갑이다.